# Peter Jänisch
Peter Jänisch (geb. Motzkus * 17. Februar 1986 in Schwerin) ist ein deutscher Komponist und Musikwissenschaftler.

## Leben
Motzkus studierte Komposition und Musiktheorie in Dresden bei Manos Tsangaris an der Hochschule für Musik Carl Maria von Weber und schloss es 2011 ab.
Seit 2016 ist Jänisch freischaffend u. a. als Dramaturg für das zeitgenössische Vokalensemble AuditivVokal Dresden tätig. Im Rahmen dessen war er u. a. am Aufbau des online-Dokumentationszentrums Neue Dresdner Vokalschule beteiligt, einem kooperativen Archivprojekt des AVD und der Sächsischen Landesbibliothek – Staats- und Universitätsbibliothek Dresden.
2018 übernahm Jänisch die Mitherausgeberschaft des Magazins Seiltanz — Beiträge zur Musik der Gegenwart (Berlin: Edition Juliane Klein KG).

## Werke (Auswahl)
- Requiem (op. 35), Texte: Rainer Maria Rilke
  - a) für Sopran und Posaunenquartett
  - b) für Singstimme und Orgel
  - c) Schluszstück, für Singstimme und Klavier
- Canto Tragico (op. 36), Oboe, dreistimmiger Chor (2× SMB), Violine, Viola, Violoncello, Kontrabass
- Solo #1. TDOT 819 (op. 43a), für Xaphoon
- Sinfonie #1 „Ich lebe, sehe, höre jetzt ganz mit dem Herzen“. Ein Requiem für Paula Modersohn-Becker (op. 41a), Soli (STB), Chor (2× SATB) und Orchester
- remarQUEantate. 12 episodenhafte Kapitel zu P. Bäumers Schilderungen des Ersten Weltkrieges. Eine Art oratorische Kantate zu zwei Teilen nach Im Westen nichts Neues von Erich Maria Remarque, (op. 44), 16 Stimmen (4× SATB) und Kammerorchester
- Motette #1 (Jes 49, Jer 1, Luk 1; op. 45), 10 Stimmen zu zwei Chören (SAATB/SATTB)
- Liebeswalzerlieder (versch. Autoren; op. 49), gemischter Chor in versch. Besetzungen
- Kantate #2 ›der traenen‹ (P. Motzkus; op. 51), 8 Stimmen (2× SATB), Zink, Barockvioline, Barockviola, Barockvioloncello, Truhenorgel
- Motette #3 (Dota Kehr, Peter Motzkus; op. 54), 36 Stimmen (6S, 8A, 10T, 12B), mobile Abspielgeräte – Uraufführung: Dresdner Kammerchor (Leitung.: Hans-Christoph Rademann) im Rahmen eines Konzerts zum 30. Jubiläum, 11. Februar 2016 in der Dreikönigskirche Dresden.[5]
- Telemusik #1: Call Me Bach (op. 55), 4 Stimmen (CCTB), Smartphones – Uraufführung: AuditivVokal Dresden im Rahmen des Bachfests Dresden (91. Bachfest der Neuen Bachgesellschaft), 28. September 2016 im Stadtmuseum Dresden.[6]
- Quintetto #1 (op. 56), 5 Stimmen (SMTBarB) – Uraufführung: AuditivVokal Dresden, Jubiläumskonzert zum zehnjährigen Bestehen, 1. Juni 2017 im Deutschen Hygiene-Museum Dresden.
- zweitstimme 598.mdb krähwinkel (op. 57), 2 bis ∞ Stimmen und mobile Abspielgeräte – Uraufführung: AuditivVokal Dresden, zur ersten „BürgerSingStunde“ am 13. September 2017 im Albertinum Dresden.[7]
- PMB ARIA. Ein Versuch auf einen Tagebuch-Eintrag der Dresdner Malerin Paula Modersohn-Becker. Frauenstimme, mobiles Abspielgerät
- streitmusik, 2 Streiter und 2 Stimmen – Uraufführung: AuditivVokal Dresden, Martin Dulig und Horst Wehner während des 3. Chorfestivals „Meißen klingt…“, 9. September 2017 im Rathaus Meißen.[8]
- Motette #2 ›touché toupet‹ (P. Motzkus), 8 Stimmen zu zwei Chören (2× SATB)

## Veröffentlichungen (Auswahl)
- Angela Wingerath und die ›extra-normal voice‹. Resonanz und Entfremdung im Schaffen von Michael Edward Edgerton. In: Seiltanz. Beiträge zur Musik der Gegenwart, hrsgg. v. Stefan Drees, Gordon Kampe und Peter Motzkus, Ausgabe 16 (April 2018), Berlin: Edition Juliane Klein KG 2018 —  S. 28–37.
- „Geheischnis“. Nikos Mamangakis’ Musik zur HEIMAT-Reihe. In: Filmmusik & Identität (= Nr. 13 (November 2017) der Kieler Beiträge zur Filmmusikforschung, hrsg. v. d. Kieler Gesellschaft für Filmmusikforschung 2017) — S. 76–121.
- „Die gewählte Tonsprache richtet sich bei mir oft nach der Ära, in der das Erzählte spielt.“ Helmut Krausser als Komponist. In: Seiltanz. Beiträge zur Musik der Gegenwart, hrsgg. v. Stefan Drees und Gordon Kampe, Ausgabe 15 (Oktober 2017), Berlin: Edition Juliane Klein KG 2017— S. 11–25.